# جان نيكولا لويس كاريه
جان نيكولا لويس كاريه (بالفرنسية: Jean Nicolas Louis Carré)‏ هو عسكري فرنسي، ولد في 19 فبراير 1770 في رانس في فرنسا، وتوفي في 5 يناير 1845 في باريس في فرنسا.